# Estación Hospicio (Perú)
Hospicio es una estación de ferrocarril que se halla dentro de la provincia de Tacna, Perú, y que pertenece al Ferrocarril Tacna-Arica. Se ubica a la orilla del camino que une la Ruta nacional PE-1S con Los Palos, encontrándose en el límite del distrito de La Yarada-Los Palos. Está ubicada a 140 m s. n. m.

## Historia
Si bien la vía en la que se encuentra la estación fue inaugurada en 1856, no existen registros específicos de la fecha de apertura de dicha detención, aunque Álvaro Titus en 1909 y José Olayo López en 1910 ya consignan la estación, al igual que Santiago Marín Vicuña en 1916 quien también la incluye en su listado de estaciones ferroviarias. La estación también aparece mencionada en mapas chilenos de 1929.
Posteriormente la estación dejaría de servir como detención del ferrocarril, y actualmente solo existen algunas ruinas de la construcción. En los años 1990 documentos de ENAFER mencionan a la estación bajo el nombre de La Garita, mientras que 10 kilómetros al sur existía otra parada denominada Concordia, y a 6 km al sur de esta última estaba el paradero denominado Frontera.